# Интегральная оптика
Интегральная оптика — раздел оптики, в котором рассматривается передача оптических волн через планарные оптические волноводы. В более широком смысле, интегральная оптика — это раздел современной оптики, занимающийся исследованием процессов распространения оптических волн в планарных тонкопленочных диэлектрических волноводах, проблемами ввода (вывода) излучения в такие волноводы, а также вопросами генерации и детектирования световых пучков в таких волноводах и управления ими с целью создания новых интегрально-оптических схем, которые аналогичны по своему функциональному назначению существующим интегральным электронным схемам на полупроводниках.

## История становления интегральной оптики
Термин «интегральная оптика» появился в конце 1960-х годов. В сентябрьском выпуске журнала «The Bell System Technical Journal» 1969 года была опубликована статья С. Миллера «Интегральная оптика: введение», которая свидетельствовала о рождении новой области прикладной физики и радиоэлектроники — интегральной оптики.
Основными элементами интегральной оптики являются оптические планарные волноводы. Диэлектрические планарные волноводы были хорошо известны задолго до 1969 г. Их разработки велись ещё с 1910 г. Использовались они в то время в СВЧ технике, и лишь в 1965 году Андерсон и его группа с помощью техники фотолитографии создали первые тонкопленочные волноводы, а также другие планарные компоненты и схемы для работы в инфракрасной области спектра. Для этого впервые разработанной техники они использовали термин «квазимикроволновая оптика». Параллельно с разработками диэлектрических тонкопленочных волноводов проводились исследования их характеристик. 1960-е годы можно считать началом изучения различных явлений в тонких диэлектрических плёнках. Хотя и проводились они на то время для других целей, большинство из таких исследований в конечном итоге сосредоточились на проблемах, которые сегодня относятся к области интегральной оптики.
Параллельно с разработками и исследованиями планарных оптических волноводов проводились работы по диэлектрическим оптическим волноводам круглого сечения — оптическим волокнам, которые также способствовали повышению интереса и к планарным оптическим волноводам. В то время как разработки волоконных оптических волноводов проводились с целью их применения для передачи света на большие расстояния, изготовление планарных волноводов было вызвано в основном приложениями, связанными с распространением оптических поверхностных волн на короткие расстояния. Такие применения планарных волноводов привели к использованию оптических поверхностных волн в схемах процессоров. Поэтому, в 1968 году появились такие термины как «оптические интегральные процессоры» и «оптические интегральные схемы». В результате сокращения этих выражений в 1969 году и возник термин «интегральная оптика», который был введен Миллером. Миллер не только придумал это название, но и дал начало интенсивным исследованиям в этой области.
В отличие от интегральной электроники, интегральная оптика использует в качестве носителя информации не поток электронов, а поток фотонов, то есть свет. Из этого и вытекают основные преимущества интегрально-оптических схем: высокое быстродействие, широкая полоса пропускания, низкие оптические потери и энергопотребление, нечувствительность к электромагнитным помехам, а также малые габариты, малая масса, нечувствительность к вибрациям по сравнению с аналогичными объёмными оптическими схемами и ниже их стоимость.